# Duse (film)
Pour les articles homonymes, voir Duse.
Pour plus de détails, voir Fiche technique et Distribution.
Duse est un film biographique franco-italien réalisé par Pietro Marcello et dont la sortie est prévue en 2025.

## Synopsis
Au lendemain de la Première Guerre mondiale, l'ancienne actrice Eleonora Duse revient sur scène, confrontée aux limites de son propre corps et aux réalités du pouvoir en contradiction avec ses idéaux utopiques.

## Fiche technique
- Titre original : Duse[2]
- Réalisation : Pietro Marcello
- Scénario : Pietro Marcello, Letizia Russo, Guido Silei[2]
- Photographie : Marco Graziaplena
- Musique : Carlo Crivelli
- Décors : Gaspare De Pascali
- Sociétés de production : Palomar, Avventurosa, Ad Vitam
- Société de distribution : Ad Vitam Distribution (France)[3]
- Pays de production :  Italie,  France
- Langue originale : italien
- Format : couleurs
- Genre : Film biographique
- Dates de sortie : 
  - Italie : septembre 2025 (Mostra de Venise 2025) ; 18 septembre 2025 (sortie nationale) Date sujette à modification
  - France : 24 décembre 2025[3] Date sujette à modification

## Distribution
- Valeria Bruni Tedeschi : Eleonora Duse
- Noémie Merlant : Enrichetta Checchi, la fille d'Eleonora Duse
- Mimmo Borrelli : Ermete Zacconi
- Fausto Russo Alesi
- Marcello Mazzarella
- Fanni Wrochna
- Vincenzo Pirrotta
- Federico Pacifici
- Vincenza Modica
- Edoardo Sorgente
- Savino Paparella
- Vincenzo Nemolato
- Stefano Rosato

## Production
La société de production The Match Factory a proposé Duse à la prévente internationale au Marché du Film pendant le Festival de Cannes 2024. En mai, le magazine Variety rapporte que la production du film est en cours.